# Þorsteinn Þorkelsson
Þorsteinn Þorkelsson (Thorstein Thorkelsson) es el nombre de varios personajes vikingos de la historia de Islandia que aparecen en diversas sagas nórdicas relacionados con la Mancomunidad Islandesa hacia los siglos X y XI.
- Þorsteinn Þorkelsson (n. 996) de Hvammur í Hvammissveit, Dalasýsla.[1] Hijo de Þorkell Þórðarson, nieto de Þórðr Óleifsson y bisnieto de Olaf Feilan. Es un personaje de la saga de Laxdœla,[2] y saga de Bjarnar Hítdœlakappa,[3] también se cita brevemente en la saga Eyrbyggja,[4] y saga de los Fóstbrœðra.[5]

- Þorsteinn Þorkelsson (n. 995) de Vatnsdalur.[6] Hijo de Þorkell Þorgrímsson, son ambos personajes de la saga Vatnsdœla.[7]

- Þorsteinn Þorkelsson (n. 942) de Reikiavik, Gullbringu.[8] Hijo del allsherjargoði y lögsögumaður Þorkell máni Þorsteinsson.[9]